# Dalibor Chatrný

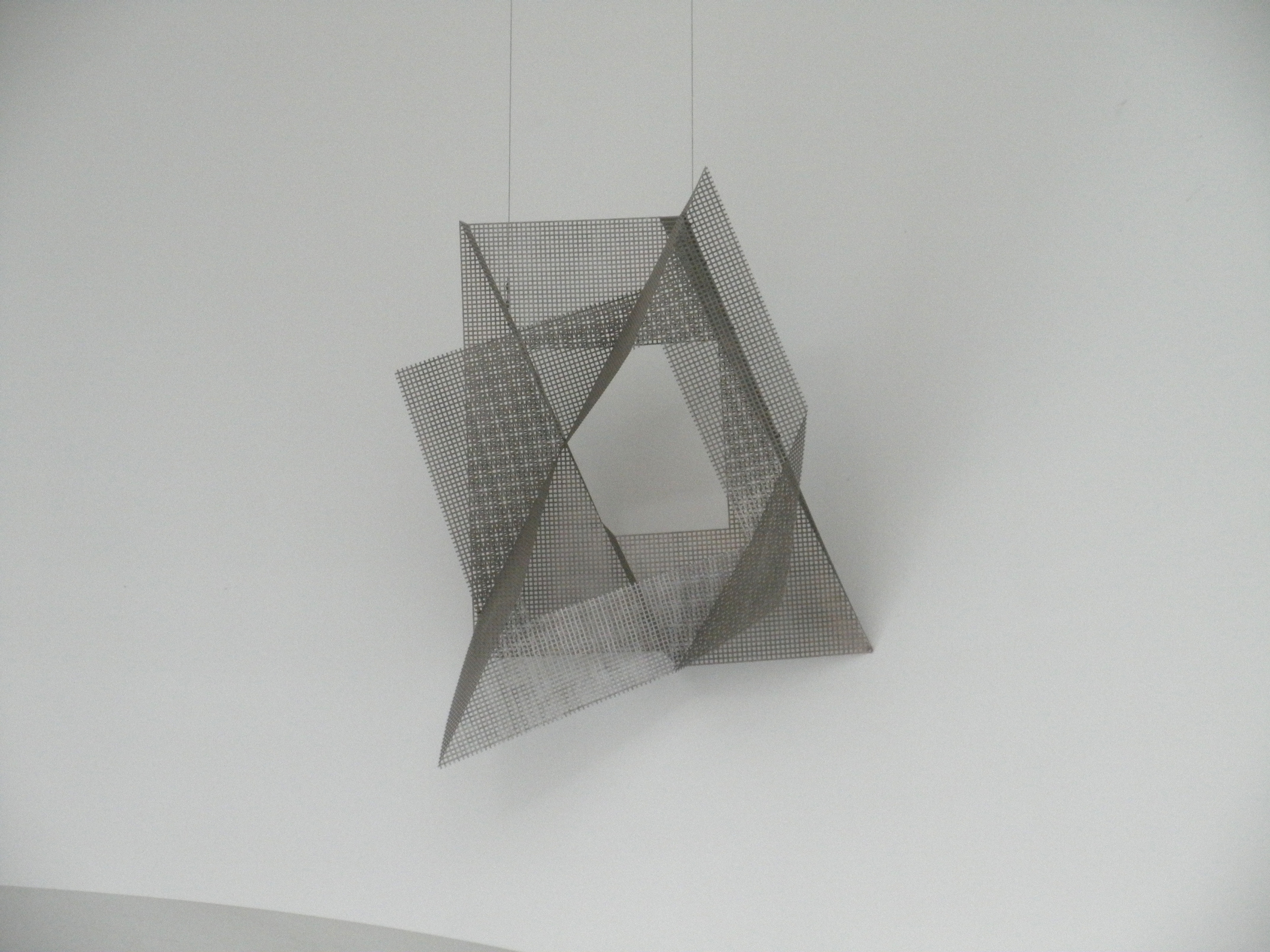

Dalibor Chatrný, né le 28 août 1925 à Brno, et mort le 5 juillet 2012 à Rajhrad, est un artiste peintre et  un pédagogue.

## Biographie
Dalibor Chatrný est né le 28 août 1925 à Brno, élève de l'école des beaux-arts de Prague, il est diplômé en 1953. Il produit des diagrammes et des installations multimédia. Il travaille dans une variété de médias et est associé à un certain nombre de mouvements d'art contemporain, y compris l'art informel.

## Récompenses
- Prix Vladimíra-Boudníka